# هاري برايس (باحث نفسي)
هاري برايس (بالإنجليزية: Harry Price)‏ (17 يناير 1881 - 29 مارس 1948) هو كاتب وباحث بريطاني في علم النفس اشتهر بتحقيقاته في الظواهر النفسية والكشف عن وسائل روحية احتيالية. اشتهر بتجربته التي حظيت بتغطية إعلامية واسعة النطاق حول منزل بورلي ريكتوري المزعوم في بلقب أكثر المباني سكناً بالأشباح في إنجلترا.

## الاهتمام بالسحر والْأَروَاح
في سيرته الذاتية بحث عن الحقيقة (Search for Truth) قال برايس إن «سيكاه العظيم» في شروزبري «مسؤول بالكامل عن تشكيل الكثير من أجزاء حياتيه العملية»، وأدى إلى اكتسابه المجلد الأول لما أصبح يعرف فيما بعد بمكتبة هاري برايس، في وقت لاحق أصبح الخبير محترفاً فن الوهم للهواة، وفي عام 1922 انضم إلى الدائرة السحرية وحافظ باهتمام طوال حياته على دراسة السحر واستحضاره.
شكلت خبرته في خدعة اليد والخدع السحرية مركز شغفه ولبنة تعرفه على الظواهر الخارقة.
أعاد الباحث النفسي إيريك دينغول وبرايس نشر عمل مجهول كتبه وسيط سابق بعنوان Revelations of a Spirit Medium عام 1922 والذي كشف عن الحيل المتدنية والأساليب الاحتيالية لإنتاج «الروحانيات». تم شراء جميع نسخ الكتاب من قبل الروحانيين وتدميرها عمدا.

## قضايا شهيرة

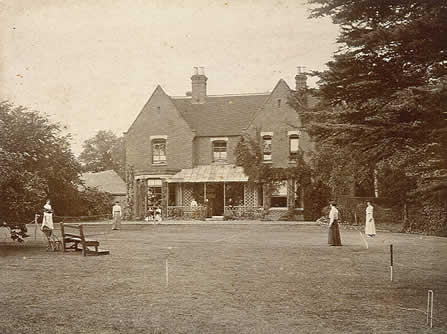
بورلي ريكتوري 1892

### منزل بورلي ريكتوري
ساهم برايس في شهرة منزل بورلي ريكتوري بعد نشره لكتاب عام 1940 وثق من خلاله سلسلة من المزاعم، حيث أصبح المبنى مشهورا باسم «المنزل الأكثر سكنًا بالأشباح في إنجلترا».
بعد رحيل القس بقي منزل بورلي شاغرا لبعض الوقت. وفي مايو 1937، أبرم الباحث برايس عقد إيجار لمدة عام مع الملكة آن باونتي [الإنجليزية] مالكي العقار.
من خلال إعلان في صحيفة ذي تايمز في 25 مايو 1937 ومقابلات شخصية لاحقة، قام برايس بتجنيد فيلق من 48 «مراقباً رسميًا» للإبلاغ عن أية ظواهر تحدث، كان معظمهم من الطلاب الذين قضوا فترات طويلة خلال عطلات نهاية الأسبوع في بيت القسيس. وفي مارس 1938، قامت واحدة من مساعدي برايس تدعى هيلين غلانفيل بإجراء جلسة خاصة للتواصل مع الأرواح في حي ستريثام [الإنجليزية] في جنوب مدينة لندن. أفاد برايس أنه أجرى اتصالات مع اثنين من الأرواح، كان أولها راهبة عرفت نفسها بأنها ماري لير. وفقًا لقصتها، كانت ماري راهبة فرنسية تركت مهمتها الدينية وسافرت إلى إنجلترا للزواج من أحد أفراد عائلة والدغراف، مالكي منزل بورلي خلال القرن السابع عشر. لكنها قُتلت في مبنى قديم في موقع منزل ريكتوري، وجسدها إما مدفون في قبوه أو أُلقي به في بئر مهجورة. كما زُعم أن الكتابات الجدارية «ماريان، الرجاء مساعدتي في الخروج» هي نداءاتها للحصول على المساعدة.
فيما عرفت الروح الثانية نفسها باسم سونيكس أموريس، الذي زعم أنه سيشعل النار في المنزل عند الساعة التاسعة من تلك الليلة بتاريخ 27 مارس 1938. كما قال أيضًا أنه في ذلك الوقت سيتم الكشف عن عظام شخص مقتول.
أظهر تقرير أجرته جمعية الأبحاث النفسية تحت عنوان «تقرير بورلي»، أن العديد من الظواهر كانت إما مزيفة أو لأسباب طبيعية مثل الجرذان والأصوات الغريبة التي تعزى إلى الشكل الغريب للمنزل. في استنتاجهم، كتب المؤلفون «عندما يتم تحليل الأدلة، تفقد تلك الروايات المرعبة والشريرة في كل لحظة قوتها لتختفي في النهاية.» فيما كتب الباحث تيرينس هاينز أن «السيدة ماريان فويستر، زوجة القس ليونيل فويستر التي عاشت في المنزل منذ عام 1930 إلى عام 1935، كانت تعمل بنشاط كبير في خلق وجود ظواهر مسكونة. كما قام برايس بنفسه بتزييف ودس العديد من الظواهر حينما كان في المكان.»
كان روبرت هاستينغز أحد الباحثين القلائل في جمعية الأبحاث النفسية المدافعين عن برايس. كما دافع عنه كذلك مدونه الأدبي بول تابوري وعالم ما وراء علم النفس بيتر أندروود ضد اتهامات التزوير. وفي عام 1996 اتخذ إيفان بانكس منهجًا مشابهًا. في تقرير عام لجمعية الأبحاث النفسية (SPR)، كتب مايكل كولمان أن مؤيدي برايس ليسوا في موقف يسمح لهم بدحض انتقادات تورطه بشكل مقنع.
كان تحقيق برايس عن منزل بورلي موضوعًا لرواية نيل سبرينغ بعنوان "The Ghost Hunters" والتي حازت جائزة أفضل رواية لعام 2013. لتصبح فيما بعد عملا تلفزيونيا عام 2015 بعنوان "Harry Price: Ghost Hunter" من بطولة ريف سبال، كارا ثيوبولد وريتشي كامبل.

## مؤلفات
- Revelations of a Spirit Medium, mit Eric J. Dingwall, Kegan Paul, Trench, Trubner & Co. Ltd, London, Hardcover, 1922
- Cold Light on Spiritualistic "Phenomena" – An Experiment with the Crewe Circle, von Harry Price, Kegan Paul, Trench, Trubner & Co. Ltd, 1922
- Stella C. An Account of Some Original Experiments in Psychical Research, Hurst & Blackett Ltd., Hardcover, 1925
- Rudi Schneider: A Scientific Examination of his Mediumship, Methuen & Co. Ltd., Hardcover, 1930.
- Leaves from a Psychist’s Case Book, by Harry Price, Victor Gollancz Ltd., Hardcover, 1933.
- Confessions of a Ghost-Hunter, Putnam & Co. Ltd., London, Hardcover, 1936.
- The Haunting of Cashen’s Gap: A Modern "Miracle" Investigated – Mit R.S. Lambert, Methuen & Co. Ltd., Hardcover, 1936.
- Fifty Years of Psychical Research: A Critical Survey Longmans, Green & Co. Ltd., Hardcover, 1939.
- The Most Haunted House in England: Ten Years’ Investigation of Borley Rectory, Longmans, Green & Co. Ltd., Hardcover, 1940.
- Search for Truth: My Life for Psychical Research, Collins, London, Hardcover, 1942.
- Poltergeist Over England: Three Centuries of Mischievous Ghosts, Country Life Ltd., Hardcover, 1945.
- The End of Borley Rectory, Harrap & Co. Ltd., Hardcover, 1946.